# Östad kyrka
Östad kyrka är en kyrkobyggnad belägen strax norr om tätorten Sjövik, väster om sjön Mjörn i den nordligaste delen av Lerums kommun. Den tillhör Östads församling i Göteborgs stift och Svenska kyrkan.

## Historia
Tidigare fanns det på denna plats en träkyrka som av okänd ålder ska enligt en sägen ha brunnit ned på 1100-talet, men som byggdes upp igen vid slutet av 1100-talet eller möjligen på 1200-talet. Det fanns också en annan kyrka som revs 1690 då man ville bygga en större kyrka med rektangulärt långhus och tresidigt kor i öster.
Vid återuppbyggnaden 1690 användes delvis murverk från den ursprungliga stenkyrkan.
Vid en utgrävning 1945 fann man ett förkolnat trägolv under flera skikt av yngre golv. 

### Branden 1945
När kyrkan brann ner 1945 smälte båda kyrkans klockor. Många av kyrkans inventarier gick också förlorade, men dopfunten, altartavlan och predikstolen räddades.

## Kyrkobyggnaden
Nuvarande kyrka från 1946 är byggd på 1600-talskyrkans yttermurar och ritades av arkitekten Axel Forssén.
Kyrkan består av ett långhus med tresidigt kor i öster och ett brett torn i väster. Vid korets södra sida finns en vidbyggd sakristia. Ytterväggarna är vitputsade och genombryts av stickbågiga fönsteröppningar. Alla takfall är belagda med skiffer. Tornet har en åttasidig lanternin med panelklädsel och kröns av en flöjel med årtalet 1945.

## Klockor
Kyrkans nuvarande klockor är gjorda av cirka 500 kg malm från de klockorna som förstördes. Storklockan är 990 mm i diameter och väger 600 kg. Lillklockan är 830 mm i diameter och väger 350 kg.
Den gamla lillklockan var också  gjord av gammal malm. Den göts 1721 från den medeltida kyrkans klocka och av malm från Östads säteri. Klockorna som finns idag innehåller alltså en del malm som kommer från medeltiden.

## Inventarier
Kyrkans nuvarande inventarier är gjorda i nybarock stil.
- En dopfunt av sandsten är från 1200-talet.
- Predikstolen med femsidig korg är tillverkad 1715 av bildhuggaren Michael Schmidt.
- Altartavlan målad 1729 av Johan Ross d.ä. har motivet korsfästelsen.
- Några lampetter och några små prydnader är från den gamla kyrkan.
- En rektangulär nummertavla med beige botten och grågrön ram är från 1916.

### Orglar
- 1786 - Orgel byggd av Jonas Ekengren, Stockholm.
- 1882 - Ny orgel byggd av Molander & Co, Göteborg, vilken troligen renoverades 1916 av Eskil Lundén, Göteborg.
- 1946 - Ny orgel installeras efter branden. Den byggdes av Nordfors & Co, omdisponerades och byggdes till av samma firma 1958-1961. Den har elva stämmor fördelade på två manualer och pedal.[2]

## Bilder

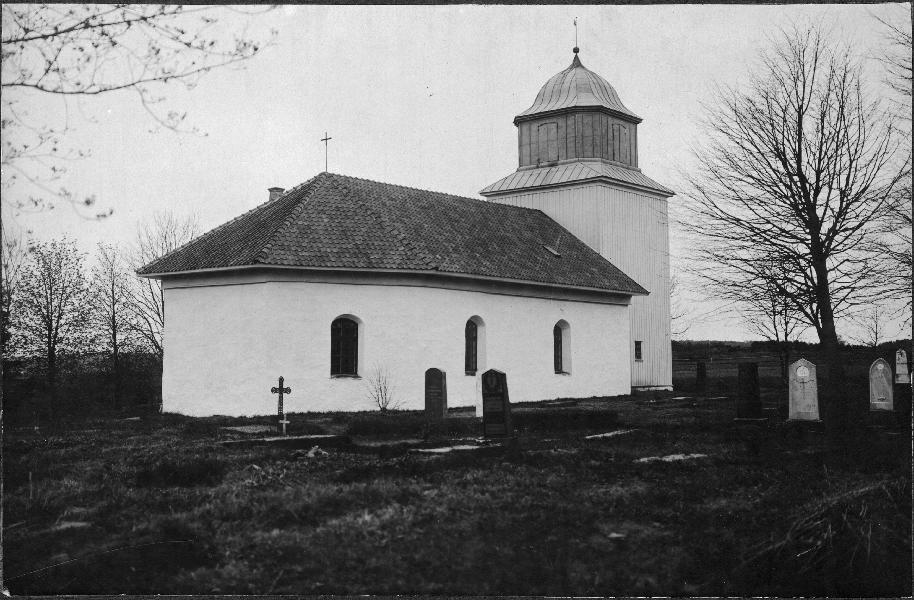
Kyrkan före branden 1945.
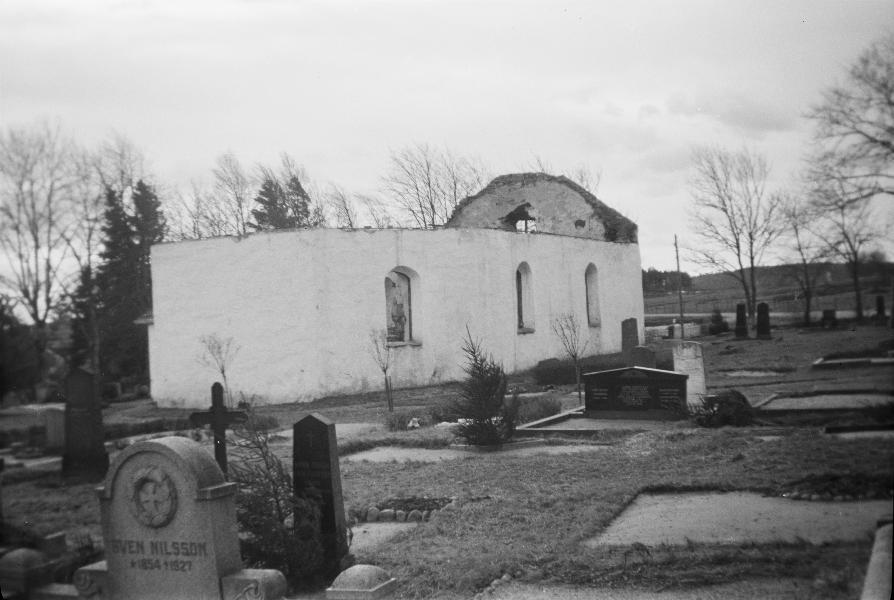
Kyrkan efter branden 1945.
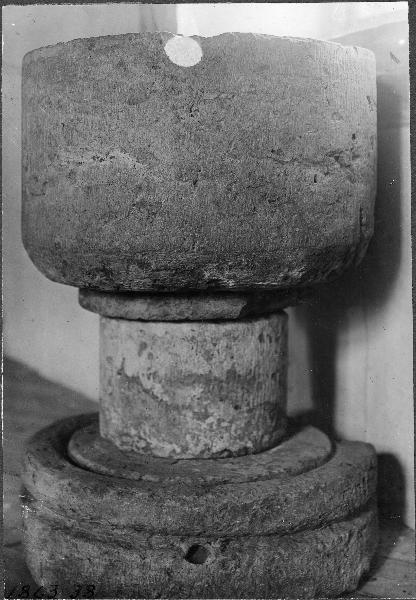
Dopfunten.
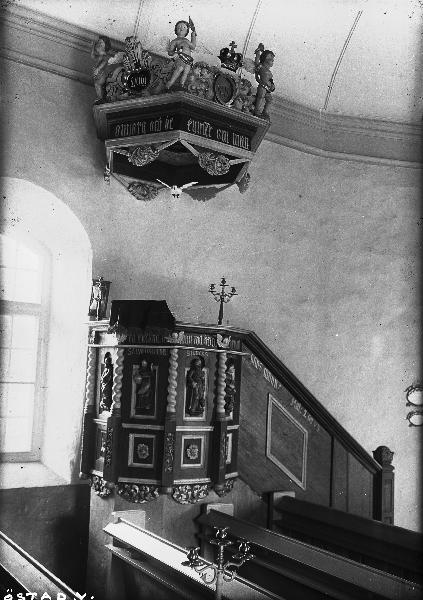
Predikstolen.